# Araguatins
Araguatins là một đô thị thuộc bang Tocantins, Brasil. Đô thị này có diện tích 2297,3 km², dân số năm 2007 là 26417 người, mật độ 11,5 người/km².